# Бурстра, Андре
Андреас Корне́лис Дирк (Андре) Бурстра (нидерл. Andries Cornelis Dirk (André) Boerstra, 11 декабря 1924, Бандунг, Западная Ява, Нидерландская Ост-Индия — 17 марта 2016, Гаага, Нидерланды) — нидерландский хоккеист (хоккей на траве), нападающий. Серебряный призёр летних Олимпийских игр 1952 года, бронзовый призёр летних Олимпийских игр 1948 года.

## Биография
Андре Бурстра родился 11 декабря 1924 года в городе Бандунг в Нидерландской Ост-Индии (сейчас в Индонезии).
Выступал за ХХИС из Гааги, в составе которого играми многие члены национальной сборной. В его составе стал четырёхкратным чемпионом Нидерландов в 1948—1949 и 1951—1952 годах.
В 1948 году вошёл в состав сборной Нидерландов по хоккею на траве на Олимпийских играх в Лондоне и завоевал бронзовую медаль. Играл на позиции нападающего, провёл 7 матчей, забил 3 мяча (два в ворота сборной Пакистана, один — Дании). Соответствуя прозвищу первой послевоенной Олимпиады «Игры жёсткой экономии», взял на турнир всего одну клюшку, и когда она сломалась, играл клюшкой, заимствованной у товарища по команде Рупи Крёйзе.
В 1952 году вошёл в состав сборной Нидерландов по хоккею на траве на Олимпийских играх в Хельсинки и завоевал серебряную медаль. Играл на позиции нападающего, провёл 3 матча, мячей не забивал.
Всего за карьеру провёл в составе сборной Нидерландов 48 матчей.
Играл на правом краю нападения, отличался высокой скоростью.
По окончании карьеры, имея высшее инженерное образование, работал на заводе нефтяной компании Shell и спиртзаводе Bols.
Умер 17 марта 2006 года в нидерландском городе Гаага.